# Eppure sembra ieri
Eppure sembra ieri è il tredicesimo album del cantante Luciano Rossi, pubblicato nel 1998 dalla NAR International.

## Tracce
1. Ama (Boccadoro/Rossi)
2. Soffia forte la nostalgia (Rossi)
3. Senza parole (Rossi)
4. Certe donne (Marino/Rossi)
5. Cent'anni in due (Rossi)
6. Buon anniversario (Marino/Rossi)
7. Ninna nanna oh (Quattrocchi/Rossi)
8. Notte di seta blu (Musso/Rossi)
9. Ci riuscirò (Musso/Rossi)
10. La nostra cara mente (Rossi)
11. Il caso (Rossi)